# La Tendre Indifférence du monde
Pour plus de détails, voir Fiche technique et Distribution.
La Tendre Indifférence du monde (Ласковое безразличие мира, Laskovoe bezrazlichie mira) est un film dramatique kazakho-français réalisé par Adilkhan Yerzhanov et sorti en 2018. Il est sélectionné dans la catégorie Un certain regard au festival de Cannes 2018. Le titre de ce film est tiré d'une phrase de L'Étranger d'Albert Camus. 

## Synopsis
Dans un village du Kazakhstan, vivent une jeune femme cultivée, Saltanat, et un jeune homme, Kuandyk, qui en est secrètement amoureux. Ils semblent heureux mais le père de Saltanat se suicide en laissant de grosses dettes à sa famille. Saltanat doit partir en ville rencontrer un oncle pour qu'il aide sa famille. Kuandyk décide de l'accompagner. Quand elle comprend que l'oncle veut, en quelque sorte, la vendre à un de ses amis, elle s'enfuit rejoindre Kuandyk. Ce dernier trouve du travail dans l'entreprise d'Aman et peut louer une misérable chambre qu'il partage avec son amie. La mère de Saltanat qui ne peut pas payer les dettes est envoyée en prison. Pour tenter de l'en faire sortir, elle retourne voir son oncle et accepte son marché.
L'homme avec qui elle a accepté de vivre lui révèle qu'il est déjà marié et ne peut donc pas l'épouser. Son oncle la propose donc à un autre de ses amis. Pendant ce temps, Kuandyk, accusé d'avoir incendié un hangar, trahit son employeur devenu ami pour éviter la prison. Il accepte de travailler pour le compte du principal marchand de primeur qui, entouré d'hommes de main, élimine toute concurrence.
Prenant conscience qu'il est entré dans une sorte de mafia, il va chez l'oncle, accompagné de Saltanat, récupérer son passeport qui lui a été confisqué. Au cours de cette expédition, il tue un policier qui les a surpris puis l'oncle et ses amis. Les deux jeunes gens s'enfuient et tentent de quitter le pays. Plus tard, des policiers trouvent sous un arbre deux cadavres qu'ils regardent avec indifférence.

## Fiche technique
- Titre : La Tendre Indifférence du monde
- Titre original : Ласковое безразличие мира (Laskovoe bezrazlichie mira)
- Titre anglais : The Gentle Indifference of the Word
- Réalisation : Adilkhan Yerzhanov
- Scénario : Adilkhan Yerzhanov, Roelof-Jan Minneboo
- Musique : Nurassyl Nuridin
- Décors : Yermek Utegenov
- Photographie : Aydar Sharipov
- Son : Ilya Gariyev
- Montage :Yedige Nessipbekov
- Production : Serik Abishev, Guillaume de Seille, Olga Khlasheva
- Sociétés de production : Arizona Films, Short Brothers
- Pays d’origine :  Kazakhstan,  France
- Langues originales : kazakh et russe
- Format : couleur, 2,35:1
- Genre : drame
- Durée : 99 minutes
- Dates de sortie :
  - France : 8 mai 2018 (festival de Cannes 2018), 24 octobre 2018 (sortie nationale)

## Distribution
- Dinara Baktybaeva  : Saltanat
- Kuandyk Dyussembaev : Kuandyk
- Teoman Khos : Aman
- Kulzhamilya Belzhanova : mère de Saltanat

## Distinctions

### Récompenses
- Festival international de films de Sakhaline 2018 : Meilleur acteur pour Kuandyk Dyussembaev[3]
- Festival GoEast 2019 : prix du meilleur réalisateur et prix Fipresci du meilleur film[4].

### Nominations et sélections
- Festival de Cannes 2018 : Un certain regard[5]
- Festival du nouveau cinéma de Montréal : compétition internationale[6]